# Kuusisaaret (ö i Lappland, Rovaniemi)
Kuusisaaret är en ö i Finland. Den ligger i sjön Paattinkijärvi och i kommunen Rovaniemi i den ekonomiska regionen  Rovaniemi ekonomiska region  och landskapet Lappland, i den norra delen av landet, 700 km norr om huvudstaden Helsingfors. Öns area är 0,6 hektar och dess största längd är 100 meter i öst-västlig riktning.  Notera att namnet antyder att det är fråga om flera öar.